# Пизга (Ајова)
Пизга (енгл. Pisgah) град је у америчкој савезној држави Ајова. По попису становништва из 2010. у њему је живело 251 становника.

## Демографија
Према попису становништва из 2010. у граду је живело 251 становника, што је -65 (-20.6%) становника више него 2000. године.
| Група             | 2000.       | 2010.       |
| Белци             | 312 (98,7%) | 237 (94,4%) |
| Афроамериканци    | 0 (0,0%)    | 0 (0,0%)    |
| Азијати           | 1 (0,3%)    | 0 (0,0%)    |
| Хиспаноамериканци | 2 (0,6%)    | 8 (3,2%)    |
| Укупно            | 316         | 251         |